# Wehrbezirkskommando (Wehrmacht)
Wehrbezirkskommandos waren im nationalsozialistischen Deutschland territoriale Verwaltungseinheiten im Bereich des Ersatzwesens, zur Koordination zwischen der Wehrmacht und den Verwaltungsbehörden. Sie dienten der internen Verwaltung und Überwachung der Wehrpflicht. Die Wehrbezirkskommandos bildeten die Verwaltungsebene unter den Wehrersatzbezirken eines Wehrkreises. Ein Wehrersatzbezirk umfasste im Regelfall mehrere Wehrbezirkskommandos.